# Socialisme chrétien
Le socialisme chrétien est une philosophie religieuse et politique qui mélange le Christianisme et le socialisme, approuvant l'économie socialiste sur la base de la Bible et des enseignements de Jésus Christ. De nombreux socialistes chrétiens pensent que le capitalisme est idolâtre et enraciné dans le péché de cupidité.
Selon l'Encyclopædia Britannica , le socialisme est une "doctrine sociale et économique qui appelle à la propriété ou au contrôle public plutôt que privé de la propriété et des ressources naturelles. Selon la vision socialiste, les individus ne vivent pas ou ne travaillent pas isolés, mais vivent en coopération avec un De plus, tout ce que les gens produisent est en quelque sorte un produit social, et tous ceux qui contribuent à la production d'un bien ont droit à une part de celui-ci. La société dans son ensemble devrait donc posséder ou au moins contrôler la propriété pour la profit de tous ses membres. Les premières communautés chrétiennes pratiquaient également le partage des biens et du travail, une forme simple de socialisme suivie par la suite dans certaines formes de monachisme. Plusieurs ordres monastiques continuent ces pratiques aujourd'hui.

## Histoire

### Âge biblique
Les éléments qui formeraient la base du socialisme chrétien se trouvent dans l'Ancien et le Nouveau Testament.

#### Ancien Testament
L'Ancien Testament avait des perspectives divisées sur la question de la pauvreté. Une partie de la tradition juive soutenait que la pauvreté était le jugement de Dieu sur les méchants tout en considérant la prospérité comme une récompense pour les bons, déclarant que "les justes ont assez pour satisfaire leur appétit, mais le ventre des méchants souffre du besoin." (Prov. 13:25).
Cependant, il existe d'autres sections qui instruisent la générosité envers les "démunis" de la société. La Torah ordonne aux fidèles de traiter leurs voisins de la même manière et d'être généreux envers les démunis, par exemple en disant :
« N'exploite pas ton voisin, ne le dépouille pas de quoi que ce soit. Ne retenez pas le salaire de votre ouvrier jusqu'au lendemain. [...] Aime ton prochain comme toi-même. Je suis le Seigneur.
Lévitique 19 : 13-18 »
« Car Jéhovah ton Dieu est le Dieu des dieux et le Seigneur des seigneurs, [...] qui fait droit à l'orphelin et à la veuve ; qui aime aussi l'étranger en lui donnant du pain et des vêtements. Vous aimerez donc l'étranger ; parce que vous étiez des étrangers dans le pays d'Égypte.
Deutéronome 10 : 17-19 »
« Lorsque vous récoltez votre moisson dans votre champ et que vous oubliez une gerbe dans le champ, vous ne reviendrez pas la ramasser ; ce sera pour l'étranger, pour l'orphelin et pour la veuve ; afin que l'Éternel, ton Dieu, te bénisse dans tout l'ouvrage de tes mains.
Lorsque vous secouez vos oliviers, vous ne traverserez pas les branches que vous avez laissées derrière vous ; elles seront pour l'étranger, pour l'orphelin et pour la veuve.
Quand tu vendangeras ta vigne, tu ne te chercheras pas toi-même; ce sera pour l'étranger, pour l'orphelin et pour la veuve.
Et souviens-toi que tu as été serviteur dans le pays d'Égypte; c'est pourquoi je vous ordonne de faire cela.
Deutéronome 24 : 19-22 »

#### Nouveau Testament
Dans le Nouveau Testament, Jésus dans Matthieu 25 :31-46 s'identifie aux affamés, aux pauvres, aux malades et aux prisonniers. Matthieu 25 :31-46 est un élément important du christianisme et est considéré comme la pierre angulaire du socialisme chrétien. Une autre déclaration clé dans le Nouveau Testament qui est un élément important du socialisme chrétien est Luc 10: 25-37 qui suit la déclaration "Tu aimeras ton prochain comme toi-même" avec la question "Et qui est mon prochain?", et dans la parabole du bon Samaritain, Jésus donne la réponse révolutionnaire que le voisin comprend tous ceux qui sont dans le besoin, même les personnes que nous sommes censés éviter. (Les Samaritains étaient considérés comme une secte hérétique par les Juifs et aucun ne traitait avec l'autre.)
Dans le Sermon sur la plaine, Jésus dit : "Heureux les pauvres, car le royaume de Dieu est à toi. Heureux ceux qui ont faim maintenant, car ils seront rassasiés" (Luc 6:20, 21).

### Naissance du socialisme chrétien

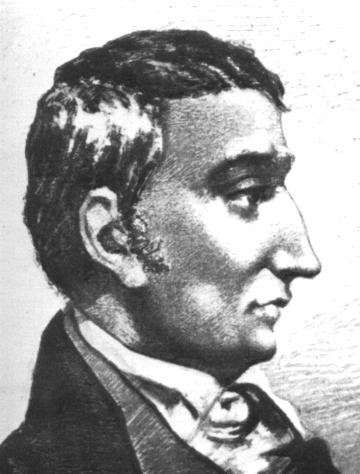
Henri de Saint-Simon.

Au début du XIXe siècle , le socialiste utopique français Henri de Saint-Simon écrit en 1825 son ouvrage Nouveau Christianisme portant principalement sur le sort des pauvres. Dans cet ouvrage, Saint-Simon part de la foi en Dieu, et son objet dans le traité est de réduire le christianisme à ses éléments simples et essentiels, en le purifiant de tout dogme superstitieux. Il le fait en éliminant les dogmes et autres excroissances et vices qui, selon lui, se sont regroupés autour des catholiques et des protestants. Il propose comme formule intégrale du nouveau christianisme ce précepte : "Toute la société doit s'efforcer d'améliorer l'existence morale et physique de la classe la plus pauvre, la société doit être organisée de la manière la mieux adaptée pour atteindre ce but."  Il proposa de donner un sens « social » au christianisme afin qu'il serve de fondement idéologique et moral qui supplanterait progressivement l'esprit d'égoïsme et d'antagonisme dominant dans la société à l'égard de la nouvelle société industrielle dont sont issus les « oisifs ». aurait été expulsé. "Le grand but terrestre des chrétiens, qui doit être proposé pour obtenir la vie éternelle, est d'améliorer le plus rapidement possible l'existence morale et physique de la classe la plus pauvre", écrit-il.Modèle:Harvnp

### Versions et interprétations
Certains socialistes chrétiens affirment que le socialisme vient de la même époque que Jésus, soulignant qu'il a prêché et pratiqué l'égalité entre les hommes. Plus tard, disent-ils, l'église œcuménique romaine fondée par ses disciples s'est bureaucratisée et a corrompu le message de Jésus, donnant lieu à la critique du marxisme selon laquelle la religion (ceci étant l'ensemble des règles, des rites et des traditions typiques de la religiosité aveugle) c'est l'opium du peuple. Les personnes qui suivent cette interprétation prétendent faire revivre les principes de l'église primitive et les enseignements de Jésus comme un moyen d'atteindre l'idéal socialiste.
Une autre interprétation est celle suivie par la Jeunesse ouvrière chrétienne (JOC), basée sur l'exemple et les enseignements de Joseph Cardijn, à l'origine au sein du catholicisme mais étendu à d'autres églises chrétiennes. Sans avoir l'intention de rompre les liens qui les unissent à leurs églises respectives, ils recherchent les conseils et l'exemple du Christ comme un moyen de rechercher une société plus égalitaire pour eux-mêmes et ceux qui les entourent.
Basé sur les travaux de Cardijn, la Théologie de la libération, mélant catholicisme, nationalismes sud-américains et socialisme a émergé en Amérique latine dans une tentative de formuler une théorie théologique de lutte sociale. La théologie de la libération a été critiquée pour sa proximité avec des groupes d'insurgés violents (guérillas), en particulier pendant la guerre civile au Salvador et au Nicaragua, où des membres éminents de la théologie de la libération ont participé aux gouvernements sandinistes.
L'Église catholique a promulgué dans les années 1890 les postulats de base de la Doctrine sociale de l'Église, non comme une approche politique mais comme une doctrine sociale, orientée non vers la société humaine mais vers la transcendance de l'esprit en opposition aux théories marxistes centrées sur la approche matérialiste de l'action humaine et non la dualité matière-esprit qui est posée comme une question de fond dans cette doctrine. Le pape Léon XIII dénonce dans son encyclique Rerum novarum de 1891 les mauvaises conditions du prolétariat, défendant la formation de syndicats et la nécessité de parvenir à une société où les biens sont équitablement redistribué.
Il existe divers mouvements autour du socialisme chrétien. Le lien entre la foi et la politique se distingue toujours par la coïncidence de leurs motivations, parmi lesquelles l'aspect humain et la solidarité se distinguent par-dessus d'autres éléments. Le mouvement a émergé à diverses occasions au cours de l'histoire, notamment à des époques où des groupes sociaux ou économiques ont exprimé des excès de pouvoir ou des positions extrémistes contre l'individu et le reste de la société en raison de l'exercice du pouvoir ou d'abus dogmatiques ou économiques au détriment des personnes défavorisées.

## Notables personnes et groupes socialistes chrétiens

### Personne
- Carlos Fonseca Amador, nationaliste nicaraguéen, fondateur de l'idéologie sandiniste et du Front sandiniste de libération nationale.
- Adin Ballou, partisan américain du pacifisme chrétien. Il était socialiste dans la tradition anarchiste chrétienne.
- Sergueï Boulgakov, prêtre russe, philosophe et économiste. C'était un théologien chrétien orthodoxe russe.
- Hugo Chávez, ancien président du Venezuela. Il a lié le socialisme et les enseignements de Jésus.
- Tetsu Katayama, homme politique japonais. Il est un ancien Premier ministre du Japon pour le Parti socialiste japonais.
- Desmond Tutu, théologien sud-africain. Il était l'ancien archevêque anglican du Cap.

### Organisations
- Front populaire agricole du Pérou
- Le Sillon
- Parti social-démocrate (Roumanie)
- Ligue de la jeune République
- Front sandiniste de libération nationale